# Ambassade de la République démocratique allemande en France
Ne doit pas être confondu avec Ambassade d'Allemagne en France.
L'ambassade de la République démocratique allemande en France était la représentation diplomatique de la République démocratique allemande (RDA) auprès de la République française. Elle était située 24 rue Marbeau, dans le 16e arrondissement de Paris.

## Histoire

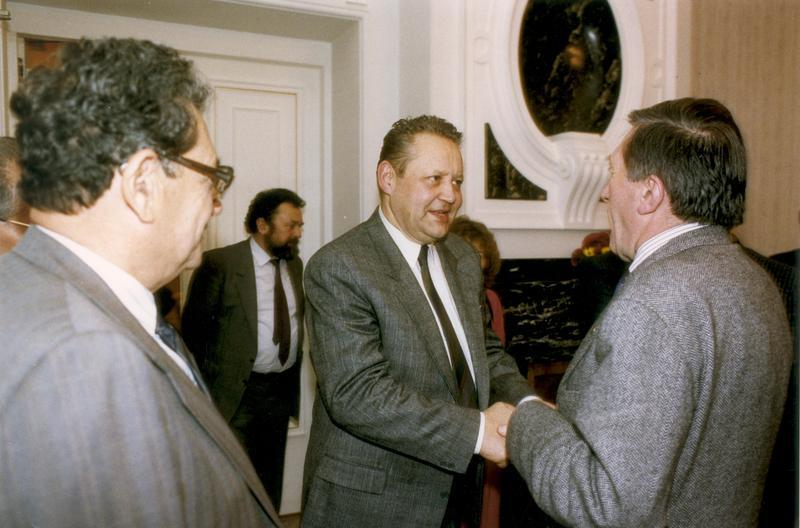
Novembre 1988 à l'ambassade de la RDA à Paris : Günter Schabowski (au centre), un responsable du SED, rencontre André Lajoinie (à droite) et Jacques Denis (à gauche), des responsables du PCF. Extrait des Archives fédérales allemandes.

### Création (1973)
Après l'établissement de relations diplomatiques entre la RDA et la France par un traité signé le 9 février 1973, Gerhard Schramm (de), délégué de l'Office des relations économiques extérieures de la RDA, est nommé chargé d'affaires ad intérim le 5 mars suivant.
L'immeuble du 24 rue Marbeau est acquis pour 4,12 millions de francs.

### Dernier ambassadeur (1990)
Le 4 juillet 1990, conformément à l'article 4 de la Convention de Vienne de 1961 sur les relations diplomatiques, le gouvernement français donne l'agrément à Stephan Steinlein comme ambassadeur de la RDA. Il prend alors ses fonctions, mais n'a pas le temps de présenter ses lettres de créance au président de la République française, François Mitterrand. En effet le gouvernement de la RDA, après le remaniement du 20 août qui met fin à la coalition, annule la nomination de Steinlein le 31 août. Le même jour est signé le traité d'unification avec la République fédérale d'Allemagne, et la réunification est effective le 3 octobre. La RDA cesse alors d'exister. 
En août 2023, il est annoncé que le dernier ambassadeur de RDA, Stephan Steinlein, est nommé ambassadeur de la République fédérale d’Allemagne en France.

### Après la réunification
Après la réunification, la République fédérale d'Allemagne prend possession de l'immeuble et y installe pendant quelque temps des organismes dépendant de son ambassade à Paris : l'Office allemand d'échanges universitaires (DAAD) et le Centre d'information sur l'Allemagne (CIDAL).
L'ambassade de RFA est toujours propriétaire des lieux, tout comme du no 26 et du no 28 ; dans ce dernier est installé sa section juridique et consulaire.

## Ambassadeurs de la RDA en France
Gerhard Schramm (de) est chargé d'affaires de 1973 à 1974.
Les ambassadeurs de la RDA en France ont été successivement :
| Date de nomination | Date de nomination | Date de remise des lettres de créance | Date de remise des lettres de créance | Ambassadeur        | Photo |
| ------------------ | ------------------ | ------------------------------------- | ------------------------------------- | ------------------ | ----- |
| ?                  |                    | 26 mars 1974                          | [ JORF 1 ]                            | Ernst Scholz       |       |
| ?                  |                    | 23 septembre 1976                     | [ JORF 2 ]                            | Werner Fleck (de)  |       |
| ?                  |                    | 18 décembre 1984                      | [ JORF 3 ]                            | Alfred Marter (de) |       |
| ?                  |                    | —                                     |                                       | Stephan Steinlein  |       |